# Jürgen Pommerenke
Jürgen Pommerenke (* 22. Januar 1953 in Wegeleben) ist ein ehemaliger deutscher Fußballspieler. In der höchsten Spielklasse des DDR-Fußballs, der Oberliga, spielte er für den 1. FC Magdeburg.

## Sportliche Laufbahn

### Gemeinschafts- und Clubstationen
Aufgewachsen ist Pommerenke in der östlich von Halberstadt gelegenen Stadt Wegeleben. Dort spielte er von 1961 bis 1967 bei der Betriebssportgemeinschaft Traktor und wurde von dort als talentierter Nachwuchsspieler und auf Empfehlung seines Sportlehrers zum Fußballschwerpunkt der Region, dem 1. FC Magdeburg, delegiert. Im Trägerbetrieb des Magdeburger Fußballclubs, dem Schwermaschinenbaukombinat „Ernst Thälmann“, erlernte er den Beruf eines Maschinenbauers.
Mit 17 Jahren wurde Pommerenke zum ersten Mal in einem Pflichtspiel der 1. Männermannschaft des Magdeburger Klubs eingesetzt. Es war die Oberligabegegnung des FCM gegen den 1. FC Lokomotive Leipzig am 26. September 1970 (3:2). Er wurde im Mittelfeld aufgeboten, in dem er auch während seiner gesamten Laufbahn seinen Stammplatz hatte. Hatte er in seiner ersten Oberligasaison als Juniorenspieler immerhin schon sieben Einsätze, gehörte er bereits in der Spielzeit 1971/72 mit 25 Punktspielen zur Stammelf der Magdeburger. Er hatte damit zugleich maßgeblichen Anteil am Gewinn des ersten Magdeburger Meistertitels. Schon ein Jahr später gewann Pommerenke seinen zweiten Titel im Männerbereich. Am 1. Mai 1973 besiegte er mit dem 1. FCM im Endspiel um den DDR-Fußballpokal in Dessau den 1. FC Lokomotive Leipzig mit 3:2. 1974 und 1975 wurde Pommerenke mit dem 1. FC Magdeburg ebenfalls DDR-Meister. 1978, 1979 sowie 1983 folgten weitere Pokalsiege.

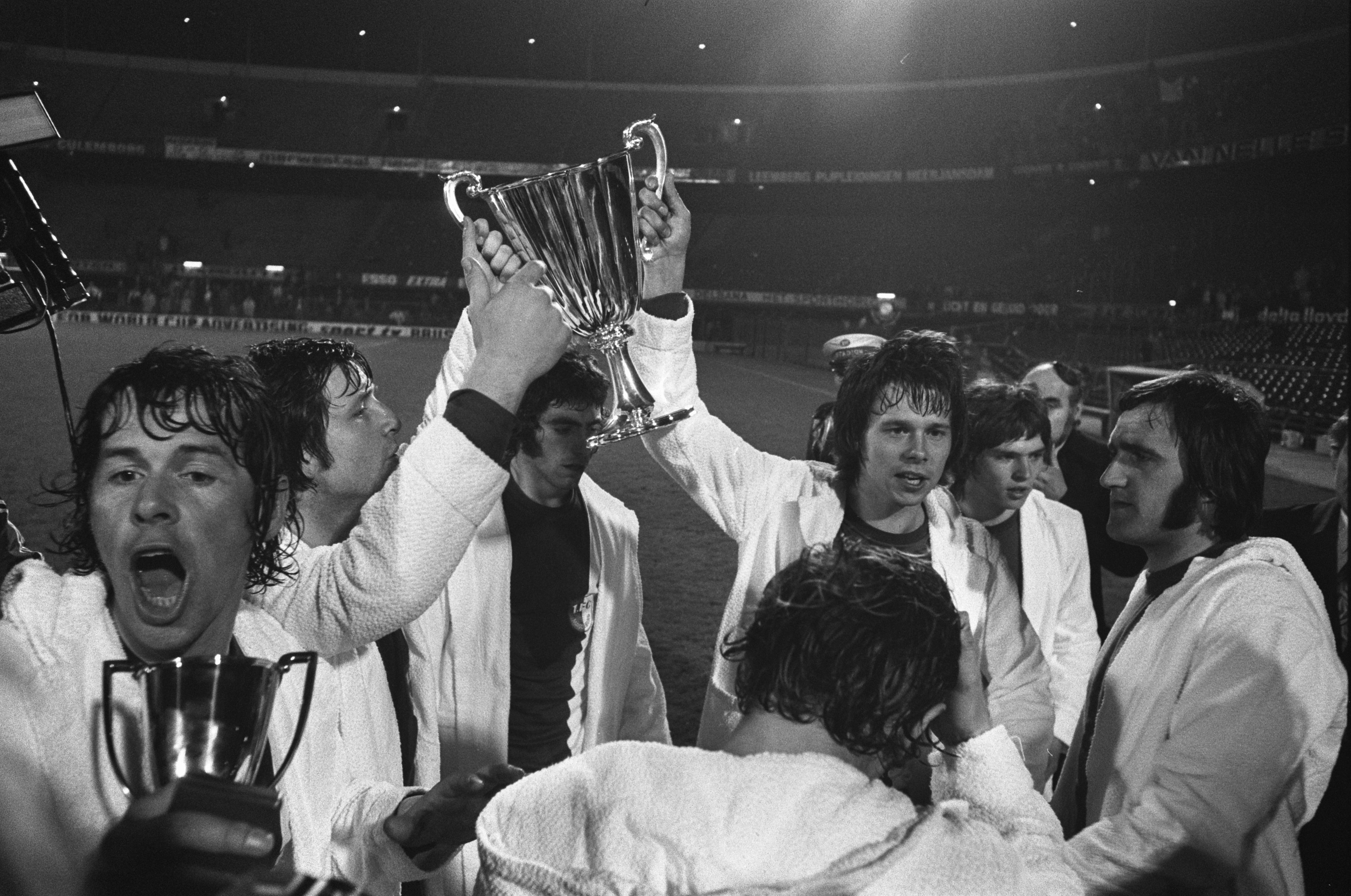
Jürgen Pommerenke (2. v. r.; zwischen Jürgen Sparwasser und Ulrich Schulze) nach dem Gewinn des Europapokal der Pokalsieger 1973/74

Mit den nationalen Meistertiteln und Pokalgewinnen des 1. FC Magdeburg kam Pommerenke auch zu Einsätzen in den europäischen Pokalwettbewerben. Zwischen 1972 und 1984 stand er mit dem Magdeburger Klub in 48 Europapokalspielen. Das bedeutendste fand am 8. Mai 1974 in Rotterdam statt, als Pommerenke in der Mannschaft stand, die im Finale des Europapokals der Pokalsieger den AC Mailand mit 2:0 besiegte.
Am 15. September 1984 absolvierte Pommerenke sein letztes Pflichtspiel für den 1. FC Magdeburg. Im Punktspiel des BFC Dynamo gegen seinen 1. FC Magdeburg (3:1) nahm er, nachdem er zunehmend mit Knieproblemen zu kämpfen hatte, endgültig Abschied vom Hochleistungssport. Für die Magdeburger Oberligaelf hatte er in 15 Spielzeiten 301 Spiele in der Oberliga 82 Treffer geschossen. Hinzu kommen 55 Begegnungen im FDGB-Pokal (17 Treffer) und 48 Europacuppartien (14 Torerfolge). In den insgesamt 404 Pflichtspielen hatte er als Mittelfeldspieler 113 Tore erzielt.
Heinz Krügel, Trainer von Pommerenke beim 1. FCM, urteilte über seinen Schützling:  „Ein hochqualifizierter Techniker mit ausgezeichneten taktischen Fähigkeiten und einer vorbildlichen Lebensauffassung. Er war ein Mittelfeldregisseur, der in jeder europäischen Spitzenmannschaft eine Führungsposition hätte einnehmen können.“ (Blau-Weiße Legenden, Verlag MDprint 2002).

### Auswahleinsätze
Bereits mit 16 Jahren wurde er erstmals in die DDR-Juniorennationalelf berufen und debütierte gegen die rumänischen Altersgenossen im März 1969. Er nahm dreimal am UEFA-Juniorenturnier, der inoffiziellen Europameisterschaft dieser Altersklasse, teil und erreichte neben dem Titelgewinn von 1970 sowohl 1969 mit dem 2. als auch 1971 mit dem 3. Platz einen Medaillenrang. Mit seinen 44 Länderspielen, in denen ihm 14 Treffer gelangen, steht er an 2. Stelle hinter dem Dresdner Gerd Weber (51) in der Rekordeinsatzliste dieses Teams.
Nach der Juniorenzeit gelang dem hoch dekorierten Talent im Herbst 1971 der Sprung in die ostdeutsche Nachwuchsvertretung. Für U-21 und U-23, die in Pommerenkes Anfangsjahren im Männerfußball parallel aufliefen, sind bei ihm bis 1976 insgesamt 18 Einsätze notiert. Im Frühjahr 1974 war der DDR-Nachwuchs mit Pommerenke in der U-23-EM erfolgreich unterwegs, aber durch seinen Aufstieg in den WM-Kader verpasste der Magdeburger die Halbfinal- und Finalspiele gegen Polen und Ungarn, nachdem er im Viertelfinale gegen Italien noch auf dem Platz gestanden hatte.
1972 debütierte Pommerenke in dieser A-Nationalmannschaft am 31. Mai unter Trainer Georg Buschner im Länderspiel DDR gegen Uruguay, einem torlosen Remis in Rostock. Kurz darauf nahm Pommerenke mit der kadertechnisch identischen Olympiaauswahl am Fußballturnier der Münchner Spiele teil. Er wurde in allen sieben Begegnungen, die teilweise von den staatssozialistischen Verbänden wie dem DFV auch als A-Länderspiele gewertet wurden, eingesetzt und stand so auch in der Mannschaft, die am 10. September 1972 im Match um Platz 3 nach einem 2:2 gemeinsam mit der Sowjetunion die Bronzemedaille gewann.
Obwohl er seinen Stammplatz in der A-Nationalmannschaft an Reinhard Häfner abgegeben hatte, bestritt er 1975 noch einmal zwei Qualifikationsspiele mit der Olympiaauswahl. Danach wurde der amtierende DDR-Fußballer der Jahres aber in der Olympiaauswahl nicht mehr berücksichtigt, sodass er den Goldmedaillengewinn beim Turnier in Montréal 1976 verpasste. So standen am Ende neun Spiele und zwei Tore in der DDR-Olympiaelf für Pommerenke zu Buche.

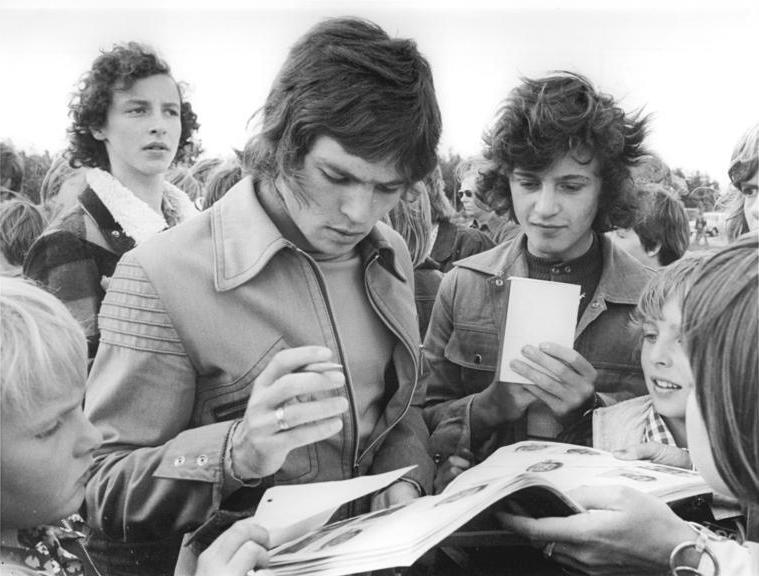
Jürgen Pommerenke wird im WM-Trainingslager der DDR von Autogrammjägern umringt, Quickborn 1974

Zuvor stand Pommerenke allerdings im Aufgebot der A-Nationalmannschaft, das sich an der Endrunde der Fußball-Weltmeisterschaft 1974 in der Bundesrepublik Deutschland beteiligte. Von den sechs WM-Spielen bestritt er drei Begegnungen. Am legendären 1:0-Sieg über die bundesdeutsche Nationalmannschaft war er nicht beteiligt. Sein Abschiedsspiel aus der Nationalmannschaft fand vor heimischem Publikum in Magdeburg am 16. März 1983 im freundschaftlichen Vergleich mit Finnland statt. Als 30-Jähriger absolvierte er noch einmal 72 Minuten, ehe er vom Leipziger Matthias Liebers abgelöst wurde. Neben den Begegnungen in der A- und Olympiaauswahl bestritt der FCM-Akteur 1976 eine Partie mit der B-Nationalmannschaft, in der er gegen Kuba beim 3:1-Sieg in Zittau auch einen Treffer erzielte.

### Erfolge
Pommerenke ist einer der erfolgreichsten Fußballspieler der DDR. Mit dem 1. FC Magdeburg wurde er dreimal Fußballmeister der DDR und gewann viermal den DDR-Fußballpokal. Er stand 1974 in der Magdeburger Mannschaft, die als einziges DDR-Team einen Europapokal gewann (Pokal der Pokalsieger). Er bestritt 57 A-Länderspiele, nach FIFA-Lesart waren es 53, und gehörte zu dem Nationalmannschaftsaufgebot, das 1974 erstmals und schließlich einmalig die WM-Endrunde erreichte. Beim Fußballturnier der Olympischen Spiele von 1972 gewann er die Bronzemedaille. Mit der DDR-U-18-Nationalelf gewann er 1970 das UEFA-Juniorenturnier. 1975 wurde Pommerenke zum ostdeutschen Fußballer des Jahres gewählt. Er blieb bis zum Ende der DDR der jüngste Gewinner dieser Auszeichnung.
- Europapokal der Pokalsieger: 1974
- Meister der DDR-Oberliga: 1972, 1974, 1975
- FDGB-Pokalsieger: 1973, 1978, 1979, 1983
- Bronzemedaille bei den Olympischen Spielen: 1972
- Teilnahme an der Fußball-Weltmeisterschaft: 1974

### Statistik
Oberligaübersicht

(Saison, Punktspiele, Tore)
| - 1970/71: 7, 0 - 1971/72: 25, 3 - 1972/73: 21, 9 - 1973/74: 26, 8 - 1974/75: 24, 15 - 1975/76: 23, 4 - 1976/77: 14, 11 - 1977/78: 23, 6 | - 1978/79: 25, 7 - 1979/80: 25, 7 - 1980/81: 25, 7 - 1981/82: 25, 7 - 1982/83: 25, 5 - 1983/84: 11, 3 - 1984/85: 2, 0 |

## Trainerlaufbahn
Im Jahre 1985 begann Pommerenke, der an der Leipziger Sporthochschule DHfK das Trainerdiplom erworben hatte, beim 1. FC Magdeburg als Nachwuchstrainer zu arbeiten. Zwischen 1994 und März 1996 betreute er Magdeburgs Mannschaft in der Oberliga Nordost und arbeitete danach im Landesfußballverband Sachsen-Anhalt. Im Jahre 1999 wurde er Nachwuchskoordinator beim 1. FC Magdeburg und coachte von 2002 bis 2002 noch einmal die 1. Mannschaft des FCM. Seit 2008 leitet er einmal im Jahr ein Trainingslager für Kinder in Jerichow. Jürgen Pommerenke lebt in Magdeburg und betreibt eine Fußballschule.